# حنیف خان
حنیف خان (انگلیسی: Hanif Khan؛ زادهٔ ۱ ژانویهٔ ۱۹۵۹) بازیکن هاکی روی چمن اهل پاکستان است.